# Butler-universiteit

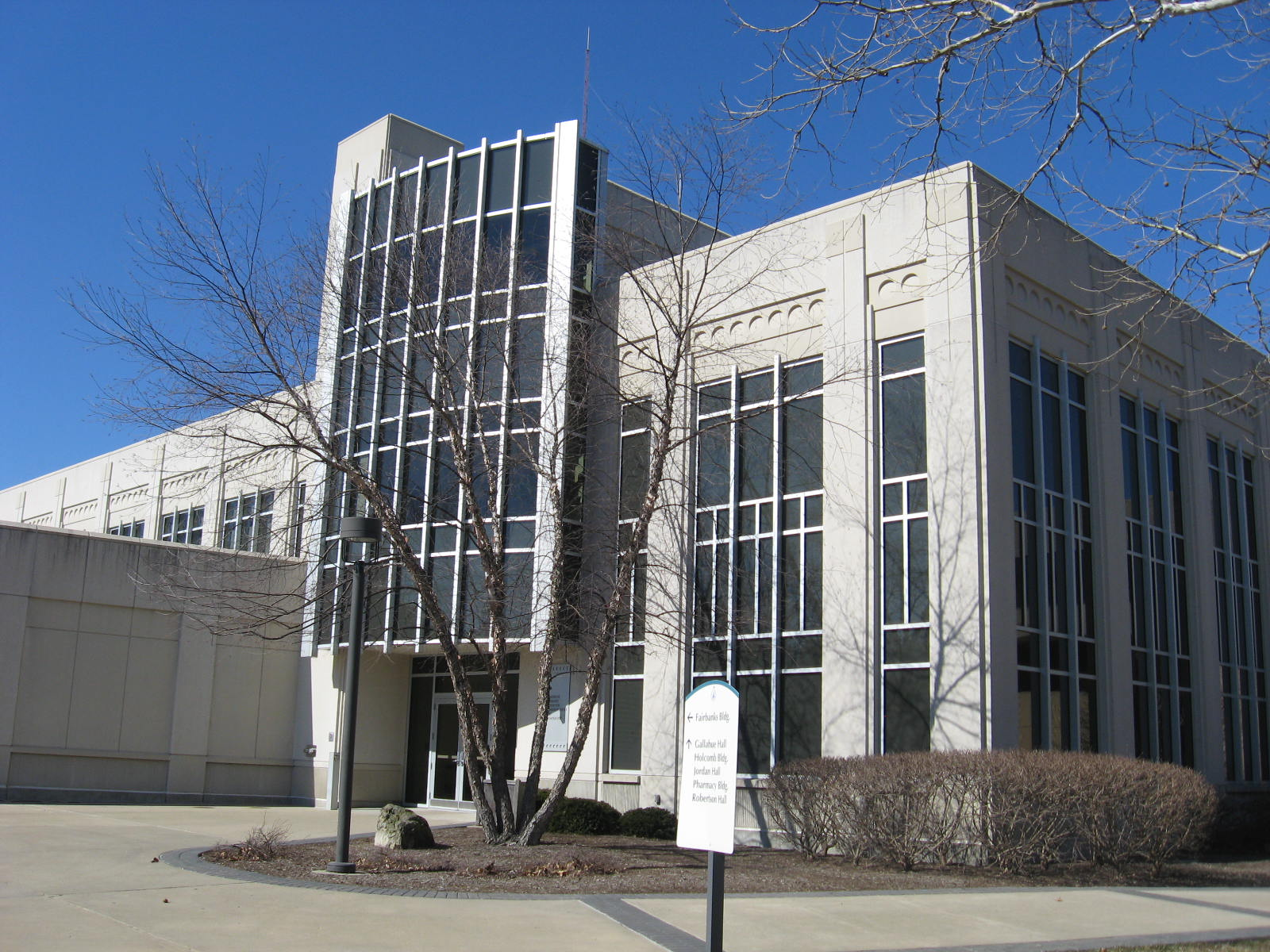

De Butler-universiteit is een universiteit in de Amerikaanse stad Indianapolis. De school werd in 1855 gesticht door Ovid Butler, een abolitionist en advocaat onder de naam North Western Christian University. In 1875 kreeg de universiteit de huidige naam ter ere van de stichter ervan en in 1928 werd de huidige campus in gebruik genomen.
Bekende oud-studenten van de universiteit zijn de chemicus Arthur C. Cope en de schrijver Kurt Vonnegut.